# John Gregson (cầu thủ bóng đá)
John Gregson (sinh ngày 17 tháng 5 năm 1939) là một cựu cầu thủ bóng đá người Anh từng thi đấu ở vị trí tiền vệ chạy cánh cho nhiều câu lạc bộ tại Football League. Buộc phải giải nghệ vì chấn thương, một trận đấu chứng thực được diễn ra giữa Cambridge 11 và đội hình mạnh nhất của Ipswich Town, dẫn dắt bởi Sir Bobby Robson.